# Xiuladora de manglar
La xiuladora de manglar (Pachycephala cinerea) és un ocell de la família dels paquicefàlids (Pachycephalidae).

## Hàbitat i distribució
Habita manglars i zones humides des del nord-est de l'Índian fins Indoxina, les illes Grans de la Sonda i Palawan.